# 列島

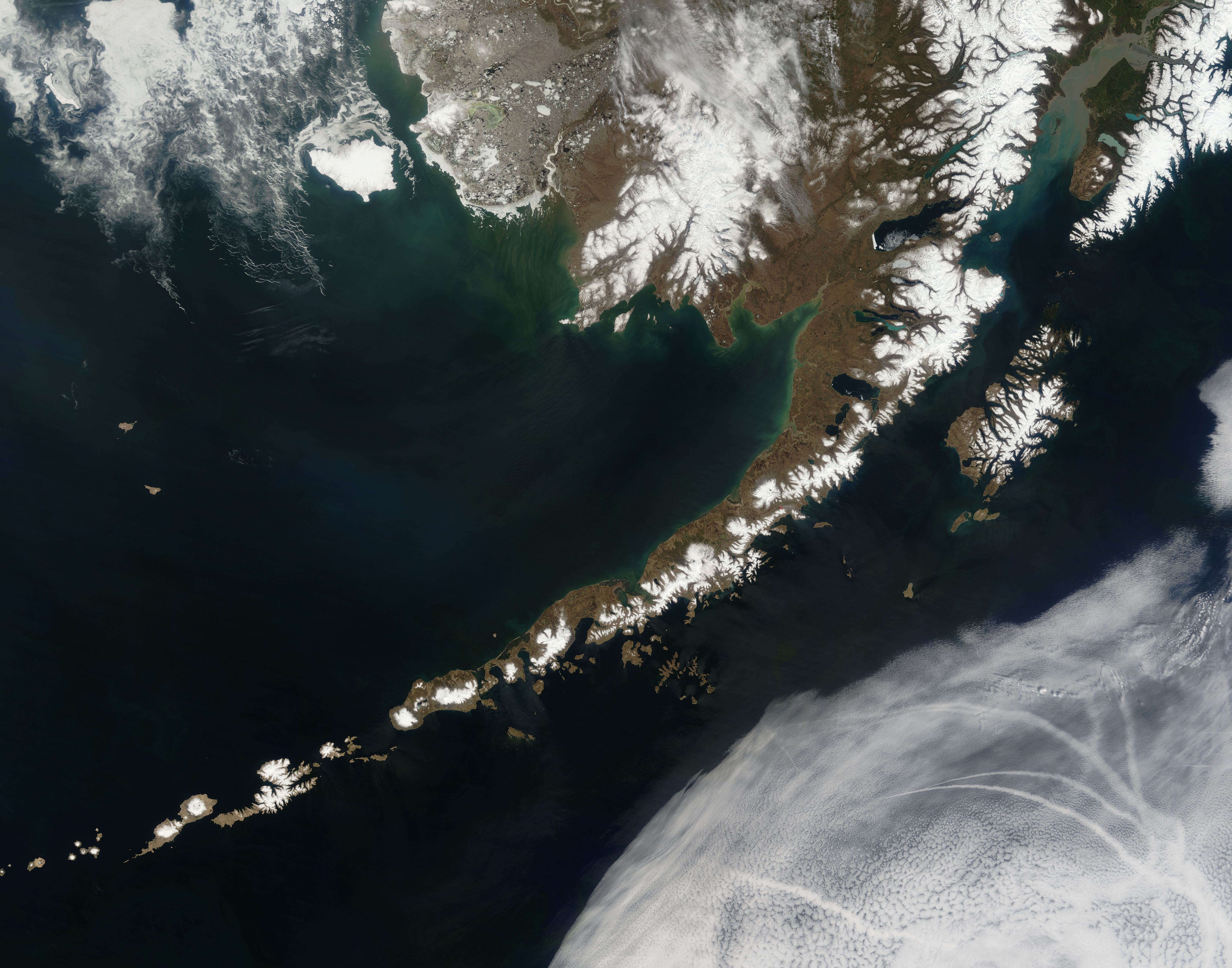
アラスカ半島（右）から西に向かってアリューシャン列島が延びている

列島（れっとう）とは、列状に連なっている島々のこと。日本では特に日本列島を指す場合もある。

## 列島の形成

### 島弧の形成

プレート境界（三角線が沈み込み境界）とホットスポット

列島の多くは、プレートの境界域（海溝付近）に形成されており、この種の列島は島弧（とうこ、island arc）または弧状列島（こじょうれっとう）と呼ばれる。日本列島も島弧の一つである。ほとんどの島弧は火山フロントと呼ばれる前線帯に沿って火山を伴う。また、島弧の背面（海溝とは反対側）では地殻が沈み海盆が形成される。
島弧の形成過程はおよそ次のとおりと考えられる。プレートが海溝から沈み込んでいくと、ある一定の深度において含水鉱物（雲母や角閃石）が圧力のために分解する。その際放出された水が上部のウェッジマントルに付加することによりマントルの融点が下がり、マグマが生ずる。マグマは周囲のマントルに比べ軽いのでマントルダイアピルとして上昇し、地殻-マントル境界付近で停止する。このように次々と下部からマグマが近くの下部に底付けされるため地殻は厚くなり、アイソスタシーの原理により海溝に平行した線状の高まりが形成される。この高まり上の所々では、マグマが地表に噴出して火山となる。
このように形成された島弧の多くが弧状をなすのは背面側に背弧海盆が発達しているからであり、背弧海盆を持たない島弧は直線状である。

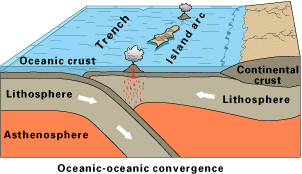
弧状列島周辺の地下構造
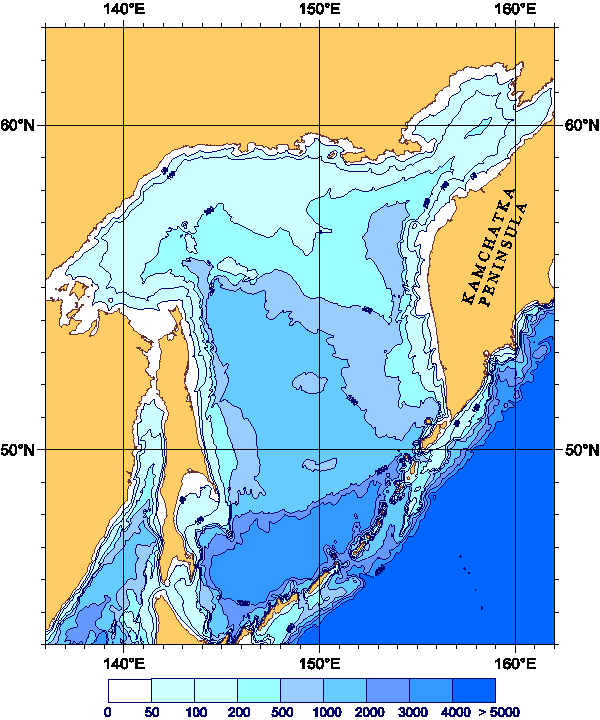
オホーツク海南縁のやや濃い青が千島列島の背弧海盆

### ホットスポット海山列の形成

ホットスポットによる列島形成

地球上には下部マントル付近から熱い物質が上昇してくるホットスポットがあちこちに見られる。このホットスポットはプレート運動に対して不動であるので、プレートが動いていくにつれ、そのプレート上にホットスポット起源の火山が点々と連なることになる。ハワイ-天皇海山列がその典型であり、途中で折れ曲がりながら直線状に連なっている。ただし、ほとんどの島は海面下に沈んでいるため、列島ではなく海山列と呼ばれる。

### その他の列島の形成
その他の列島の形成要因としては、浸食や堆積などがある。この場合、形成された島々が偶発的に列状となるため列島と呼称されるのであり、形成要因から見れば諸島と大きな差異はないことになる。

## 列島の人文的意味
列島は、文字どおり島が列状に連なっているため、島伝いの交通路としての機能を有することがある。また同様に、文化伝播の役割を担うこともある（いわゆる文化回廊）。柳田國男の提唱した「海上の道」は、琉球列島を大陸からの文化回廊として考えた代表的な例である。

## 主な列島

### 弧状列島
| 弧状列島                 | 国                 | 海溝                     | 縁海・海盆             | プレート         | 沈み込みプレート       |
| ------------------------ | ------------------ | ------------------------ | ---------------------- | ---------------- | ---------------------- |
| アリューシャン列島       | アメリカ           | アリューシャン海溝       | ベーリング海           | 北米             | 太平洋                 |
| 千島列島                 | ロシア、日本       | 千島カムチャツカ海溝     | オホーツク海           | 北米             | 太平洋                 |
| 日本列島                 | 日本               | 日本海溝、南海トラフ     | 日本海                 | 北米、ユーラシア | 太平洋、フィリピン海   |
| 琉球列島                 | 日本               | 琉球海溝                 | 東シナ海（沖縄トラフ） | ユーラシア       | フィリピン海           |
| フィリピン諸島           | フィリピン         | フィリピン海溝           | 南シナ海、セレベス海   | ユーラシア       | フィリピン海           |
| スンダ列島               | インドネシア       | ジャワ海溝               | ジャワ海、フローレス海 | ユーラシア       | オーストラリア         |
| アンダマン・ニコバル諸島 | インド             | スンダ海溝北部           | アンダマン海           | ユーラシア       | インド、オーストラリア |
| 伊豆・小笠原諸島         | 日本               | 伊豆・小笠原海溝         | 伊豆小笠原海盆         | フィリピン海     | 太平洋                 |
| マリアナ諸島             | アメリカ           | マリアナ海溝             | マリアナ背弧海盆       | フィリピン海     | 太平洋                 |
| ビスマルク諸島           | パプアニューギニア | ニューブリテン海溝       |                        | 太平洋           | オーストラリア         |
| ソロモン諸島             | ソロモン諸島       | サンクリストバル海溝     |                        | 太平洋           | オーストラリア         |
| ニューヘブリディーズ諸島 | バヌアツ           | ニューヘブリディーズ海溝 |                        | 太平洋           | オーストラリア         |
| トンガ諸島               | トンガ             | トンガ海溝               |                        | オーストラリア   | 太平洋                 |
| アンティル諸島           | 多数               | プエルトリコ海溝         | カリブ海               | カリブ           | 北米、南米             |
| サウスサンドウィッチ諸島 | イギリス           | サウスサンドウィッチ海溝 | スコシア海             | スコシア         | 南米                   |

### ホットスポットによる列島
- ハワイ列島
- ギルバート諸島
- サモア諸島
- ソシエテ諸島
- クック諸島
- アゾレス諸島
- ガラパゴス諸島
- カナリア諸島
- モルディヴ諸島

他多数。太平洋プレート上を北西～南東に連なる島々の多くはホットスポットによる火山列島である。

### その他の列島
- 五島列島
- 甑島列島
- 澎湖列島